# Comuna Ludîn, Volodîmîr-Volînskîi
Ludîn (în ucraineană Лудин) este o comună în raionul Volodîmîr-Volînskîi, regiunea Volînia, Ucraina, formată din satele Ambukiv, Ciornîkiv, Ludîn (reședința) și Rokîtnîțea.

## Demografie
Componența lingvistică a satului Ludîn
     Ucraineană (99,07%)
     Alte limbi (0,84%)
Conform recensământului din 2001, majoritatea populației satului Ludîn era vorbitoare de ucraineană (99,07%), existând în minoritate și vorbitori de alte limbi.